# Piotrowice
Piotrowice és un municipi del comtat d'Otwock, al gmina de Karczew, a Polònia. El seu terme municipal és de 6 km², i té 352 habitants (2013).
Se situa prop del riu Vístula. Té les carreteres 801, 799 i 805 del voivodat de Masòvia. Entre 1975 i 1988 va formar part del voivodat de Varsòvia.